# La Famille Hernandez
Cet article concerne la pièce de théâtre de 1957. Pour le film de 1965, voir La Famille Hernandez (film).
La Famille Hernandez est une pièce de théâtre sur le thème de la vie des Pieds-Noirs dans l'Algérie de la fin des années 1950, créée par Geneviève Baïlac le 17 septembre 1957 au Théâtre Charles de Rochefort à Paris, avec la troupe du CRAD (Centre régional d'Art dramatique) d'Alger.
Dans cette pièce jouent plusieurs comédiens qui deviendront rapidement célèbres : Robert Castel, Lucette Sahuquet, Marthe Villalonga.

## Naissance de la pièce
Pendant plusieurs années, Geneviève Baïlac avait vainement essayé d'écrire une pièce de théâtre faisant vivre sur scène la cohabitation des diverses communautés pittoresques caractéristiques de l'Algérie des années 1950. Ses essais ne la satisfaisaient pas, mais elle avait en tête les idées générales de sa pièce. Devant l'exubérance créative de ses amis, Geneviève Baïlac eut l'idée de leur proposer de jouer la comédie tous ensemble en s'exprimant avec spontanéité autour de ces idées générales.
La pièce se construisit ainsi en s'appuyant sur l’improvisation des comédiens.
Elle permit à la métropole de découvrir le folklore et les expressions typiques des pieds-noirs ; elle connut un grand succès qui se poursuivra par l'adaptation cinématographique de 1965.

## Distribution
- Clément Bairam : le père Hernandez
- Alice Fabri : la mère Hernandez
- Lucette Sahuquet : Carmen Hernandez
- Anne Berger : Rosette Hernandez
- Alain Castiglia : Paulo
- Robert Castel : Robert
- Marthe Villalonga : Mme Sintés

## Adaptation
Une adaptation cinématographique est réalisée en 1965 par Geneviève Baïlac.